# Катержина Нойманова

 Катержина Нойманнова  (чеськ. Kateřina Neumannová; [ 'katɛr̝ɪna' nojmanova:]; 15 лютого 1973) —  чеська лижниця, олімпійська чемпіонка. 
Олімпійське золото Нойманова здобула на зимових Олімпійських іграх 2006 в гонці на 30 км вільним стилем. Вона є однією  з п'яти лижниць, що брали участь у шести Олімпійських іграх. Вона була також першою чешкою, що взяла участь в обох літніх і зимових Олімпійських іграх, виступивши в перегонах на гірських велосипедах на літніх Олімпійських іграх 1996 року.
Нойманнова пішла з професійного спорту після чемпіонату світу сезону 2006-07 років.

## Особисте життя
2 липня 2003 року Нойманнова народила дочку Люсі.